# Apogonichthys
Apogonichthys is een geslacht van straalvinnige vissen uit de familie van kardinaalbaarzen (Apogonidae). Het geslacht is voor het eerst wetenschappelijk beschreven in 1854 door Bleeker.

## Soorten
- Apogonichthys landoni Herre, 1934
- Apogonichthys ocellatus Weber, 1913
- Apogonichthys perdix Bleeker, 1854